# Vallon du Révérencier
Le Vallon du Révérencier est un ruisseau français qui coule dans le département du Var. Il prend sa source dans le massif des Maures en contrebas du plateau de Boudoumas à 400 mètres d'altitude (commune de Bormes-les-Mimosas). Il se jette dans le Vallon des Caunes en aval de la Maison Forestière des Caunes. 

## Affluents
Le Vallon du Révérencier ne compte pas d'affluent référencé mais de nombreux ruisseaux au cours très irrégulier l'alimentent.

## Parcours
- Bormes-les-Mimosas